# Волжанин
«Волгабас-Волжский» — российское автосборочное предприятие, расположенное в городе Волжский Волгоградской области. До 2008 года завод производил автобусы под торговой маркой «Волжанин». С 2008 года завод входит в холдинг «Volgabus», называется «Волгабас-Волжский» и производит автобусы под маркой «Volgabus». С 2014 года входит в холдинг «Bakulin Motors Group».

## История
Завод основан в 1993 году Анатолием Бакулиным (в то время начальник автоколонны № 1732 в городе Волжский). Первые пять лет работы завод собирал автобусы из машинокомплектов Ликинского автобусного завода.
- 1995 год — «Волжанин» приступает к производству автобусов туристического класса. На предприятии разработана модель междугороднего автобуса «5268»[2].
- 1995—1997 годы — собраны опытные образцы и начата серийная сборка большого городского автобуса «Волжанин-5270» собственной конструкции.
- 1998 год — проведена сертификация производства по международной системе качества ISO 9001. Получен международный сертификат на разработку и производство автобусов TUV CERT.
- 1999 год — начат серийный выпуск автобусов под маркой «Волжанин».
- 2000 год — начат серийный выпуск пригородных и междугородных автобусов.
- 2001 год — создан и запущен в серийное производство 15-метровый трехосный городской автобус «Волжанин-6270».
- 2003 год — впервые в России создан 15-метровый междугородный лайнер на шасси «Scania».
- 2003 год — по итогам конкурса «Лучший коммерческий автомобиль года в России» модель междугородного автобуса «Волжанин-5285» признана победителем в номинации «Отечественный автобус».
- 2004 год — начато производство низкопольного городского 15-метрового автобуса.
- 2004 год — создан опытный образец малого городского автобуса на шасси «ТАТА» «Волжанин-3290».
- 2004 год — на выставке «Мотор Шоу (MIMS)-2004» автобус V.I.P.-класса «Волжанин» получил диплом «За оригинальность конструкции».
- 2005 год — по итогам конкурса «Лучший коммерческий автомобиль года в России» модель городского пятнадцатиметрового автобуса «Волжанин-6270» признана победителем в номинации «Отечественный автобус».
- 2006 год — создан первый в России полностью низкопольный автобус с кузовом из алюминиевого сплава «СитиРитм».
- 2006 год — «Волжанин» стал первым российским заводом, представившим свой автобус на всемирной выставке коммерческого транспорта «IAA» в немецком Ганновере.
- 2007 год — выпущен современный автобус повышенной пассажировместимости с кузовом из алюминиевого сплава «СитиРитм—15».
- 2007 год — «Волжанин» первым из российских заводов принял участие в главной мировой выставке автобусов «Busworld» в городе Кортрейк (Бельгия).
- 2008 год — создана группа компаний «Volgabus», объединившая в единый холдинг производственные, научные и инвестиционные подразделения. Прекращен выпуск автобусов под торговой маркой «Волжанин», теперь продукция завода выпускается под маркой «Volgabus».

## Собственники и руководство
Юридическое лицо предприятия — ООО «Волгабас Волжский», подконтрольное ООО «Волгабас Групп», владельцами которого являются:
- Анатолий Васильевич Бакулин, основатель предприятия — 20%
- Алексей Анатольевич Бакулин, основатель Bakulin Motors Group — 20%
- ООО «Реновация» — 60% (50% у предпринимателя Дмитрия Стрежнева через ООО «Инвест-Автоволга», 50% у президента Национальной транспортной ассоциации (ХК «Питеравто») Леонида Бондаренко через ООО «ЛК «Мегаполис»)

## Продукция
| Изображение | Название                                 | Годы производства          | Количество | Двигатель    | Примечания |
| Автобусы    | Автобусы                                 | Автобусы                   | Автобусы   | Автобусы     | Автобусы |
| ----------- | ---------------------------------------- | -------------------------- | ---------- | ------------ | --- |
|             | Волжанин-5270 Volgabus-5270              | 1997—2012 2012—наст. время | 450 5032   | дизель / газ | автобус большого класса, пассажировместимость — 109 (26)                                                                               |
|             | Волжанин-3290                            | 2000—2010                  | 200        | дизель       | автобус малого класса, пассажировместимость — 40 (24)                                                                                  |
|             | Волжанин-6270 Volgabus-6271              | 2001—2008 2012—наст. время | 270 638    | дизель / газ | автобус большлго класса, пассажировместимость — 116 (34) сочленённый автобус особо большого класса, пассажировместимость: 167-184 (38) |
|             | Волжанин 5285 Volgabus-5285              | 2002—2012 2012—наст. время | 433 730    | дизель       | автобус для междугородних маршрутов дальнего следования (туристический автобус), число мест для сидения 43–47                          |
|             | Volgabus-4298                            | 2012 — наст. время         | 2129       | дизель / газ | автобус среднего класса, пассажировместимость — 49 (22)                                                                                |
| Электробусы |                                          |                            |            |              | |
|             | Volgabus «Ситиритм 12ELF» Volgabus CR12E | 2017 2018                  | 1 10       | асинхронный  | низкопольная модель электробуса Пассажировместимость: 75—90 (27-33), запас хода от 260 км.                                             |

- Volgabus-5270.0Н «Ситиритм 10 DLE» — городской и пригородный полунизкопольный автобус большого класса.
- Volgabus-5270.GН «Ситиритм 10 GLE» — городской полунизкопольный автобус большого класса с газомоторным двигателем.
- Volgabus-5270.02 «Ситиритм 12 DLE» — городской полунизкопольный автобус большого класса.
- Volgabus-5270.G2 «Ситиритм 12 GLE» — городской полунизкопольный автобус большого класса с газомоторным двигателем.
- Volgabus-5270.02 «Ситиритм 12 DLF» — городской низкопольный автобус большого класса.
- Volgabus-5270.G2 «Ситиритм 12 GLF» — городской низкопольный автобус большого класса с газомоторным двигателем.
- Volgabus-5270.G4 «Ситиритм-12 GLF» — городской низкопольный автобус большого класса с газомоторным двигателем.
- Volgabus-5270.E0 «Ситиритм 12 ELF» — городской низкопольный электробус большого класса.
  - Volgabus-5270Т «Пересвет» — Троллейбус с увеличенным автономным ходом на базе автобуса 5270
- Volgabus-5285.D2 «Серпантин D» — междугородный автобус большого класса.
- Volgabus-5285.G2 «Серпантин G» — междугородный автобус большого класса с газомоторным двигателем.
- Volgabus-5285.02 «Марафон» — междугородный автобус большого класса.
- Volgabus-5285.05 «Дельта» — междугородный автобус большого класса.
- Volgabus-6271.05 «Ситиритм 18 DLF» — городской низкопольный автобус особо большого класса.
- Volgabus-6271.G2 «Ситиритм 18 GLF» — городской низкопольный автобус особо большого класса с газомоторным двигателем.
- Volgabus-4298.G4 — городской полунизкопольный автобус среднего класса с газомоторным двигателем.